# Los caballeros las prefieren brutas (serie de televisión)
Los caballeros las prefieren brutas es una serie de televisión colombiana de comedia y drama producida por Laberinto Producciones y Sony Pictures Television para Caracol Televisión y Sony Entertainment Televisión, basada en el libro homónimo escrito por la colombiana Isabella Santodomingo. Está filmada en calidad cinematográfica, dirigida por Carlos Moreno, Juan Felipe Orozco, Alessandro Angulo y Henry Rivero, y escrita por Claudia Fernanda Sánchez, Pedro Miguel Rozo y Rosa Clemente.  
Está protagonizada por Valerie Domínguez y Juan Pablo Raba. La primera temporada compuesta por 22 episodios se estrenó en Sony Entertainment Televisión el 22 de febrero de 2010 y concluyó el 26 de julio de 2010. Mientras que la segunda temporada consta de 40 episodios y se estrenó el 13 de octubre de 2011.

## Argumento
La serie sigue la vida de Cristina (protagonista de la serie, interpretada por Valerie Domínguez), una joven empresaria diseñadora industrial, atractiva, inteligente, independiente, que suponía tenerlo “todo”: incluyendo una carrera exitosa, buenos amigos y el hombre perfecto para casarse. Sin embargo, en el primer episodio descubre la infidelidad de su prometido con su mejor amiga, con lo que además empieza a darse cuenta de todos los defectos de él que no quería ver.
Su mundo ideal ya no es tal, y experimenta un vacío emocional que la llevará a perseguir la estabilidad y la satisfacción personal a toda costa, en una larga búsqueda por conocer al "hombre perfecto".
Así, surge la interrogante de si hay que ser auténtica o si realmente 'los caballeros las prefieren brutas', es decir, a las que aparentan lo que no son para agradarlos y tenerlos contentos.

### Primera temporada
Cristina se va a casar, y un grupo de amigos le organiza su despedida de soltera en un club para mujeres, pero una de ellas se escapa temprano con el motivo de cuidar a su madre enferma. La sorpresa de Cristina al llegar a su casa después de la fiesta es que se encuentra a su amiga, Pamela Dávila, en ajuar de novia y con su prometido, Eduardo Santodomingo, amarrado en un sillón. A partir de ese hecho, Cristina busca un nuevo compañero de departamento para suavizar los gastos y en el transcurso de su selección conoce a Alejandro Botero, un hombre que se hace pasar por gay para ser aceptado.
Posteriormente, él trata de conquistarla pero sus tentativas se ven frustradas al descubrir Cristina que le había dicho varias mentiras. Así, la serie se convierte en un recuento de los intentos de Alejandro por volver a tener una relación sentimental con su 'flaca', y de las frustraciones sentimentales de la misma Cristina.

### Segunda temporada
En esta temporada Cristina y Alejandro tratan de negar y disimular lo que sienten, capítulo tras capítulo llegarán a acercarse de nuevo. Cristina se hará novia de su psicólogo y Alejandro de su socia en la producción de la película basada en su libro, el día de un campamento al que fueron Cristina y Daniel, los que fueron seguidos por Alejandro y Miguel, Cristina y Alejandro terminan desnudos en el mismo camping pensando que en medio de la alucinación se habían acostado ya que el condón alemán de Alejandro no estaba en su billetera pero al consultarle en la cárcel al ladrón, él les confirmó que los había encontrado juntos pero no revueltos, después de que Alejandro le confiesa en el bar a Cristina que él odia a Daniel, el psicólogo que es novio de Cristina, solo porque está con la mujer que él quisiera estar. Alejandro y Cristina se vuelven amantes por 3 días, siendo descubiertos al segundo día por Pamela, la que no dudó ni un instante de ir a decirle a Daniel, quien los reunió a todos en el bar de siempre para hacer pública la relación de Alejandro y Cristina, ellos volvieron a distanciarse ya que Cristina consideraba que Alejandro no le daba el valor suficiente a la relación, Alejandro decide irse a un curso de escritura en Alemania, Cristina desesperada decide irse hasta el aeropuerto a impedir que Alejandro se vaya y de paso a proponerle matrimonio, él acepta y deciden casarse de inmediato, a Alejandro le aparece una exesposa brasileña que no le quiere dar el divorcio y que por una confusión Cristina termina creyendo que era su amante, al final, y gracias a Rodrigo, Alejandro logra conseguir el divorcio y empiezan el curso prematrimonial, luego de que Alma, la mamá de Cristina y Rodrigo se pelearan por saber quien sería el organizador de la boda y Pamela rompiera el vestido de Cristina, ella y Alejandro deciden no ir a la boda y, para su sorpresa, se encontraron ambos en el aeropuerto. Luego de discutir por un tiempo se besan y llegan al acuerdo de que están mejor así de novios.
Por el lado de Hanna y Miguel, al inicio siguen con sus amoríos clandestinos. El día del campamento, dentro de su alucinación, Hanna y Miguel se casaron mediante el ritual de la Madre Naturaleza que no es legal. Miguel, ante la negativa y el temor de Hanna de oficializar su relación, decide dejarla. Aunque siga enamorado de Hanna, intenta darse una oportunidad con Gracia, y todo iba bien hasta que se enteró de que Hanna estaba embarazada. El día de la boda de Cristina y Alejandro, para cubrir a sus amigos, quienes terminan comprometiéndose son él y Hanna. En el último capítulo nace el hijo de Hanna y queda pendiente para la 3 temporada saber quién es el padre, si Miguel o Rodrigo.
Gracia, por su parte, quería rehacer su vida con Guillermo, pero termina firmándole el divorcio. Intenta buscar un trabajo y termina trabajando para Guillermo en una constructora, allí conoce a Leonardo e intenta salir con él, pero descubre que es casado. Al mudarse con Cristina al apartamento de Guillermo, Alejandro y Miguel, empieza a generar química con Miguel y terminan saliendo, pero todo acaba cuando descubren que Hanna está embarazada. Guillermo prefiere marcharse solo y, al final, Gracia acepta la oferta de trabajo en el exterior y se va.
Rodrigo, después de enamorarse de Johnny y haberse acostado con Hanna en una noche de despecho, le queda la duda de si es el padre o no del hijo de Hanna y termina comprometiendo a Hanna con Miguel. Gracias a su valentía logra que la exesposa de Alejandro le firme el divorcio.
Pamela por su parte luego de acostarse con Daniel, el novio de Cristina, fue despedida, pero Cristina debió volver a contratarla para que Pamela no dijera nada sobre su romance con Alejandro. Al final Cristina se entera de que Pamela una vez más traicionó su confianza y se acostó de nuevo con un novio suyo. Pamela se casa con un escritor y se va de viaje con él para Alemania.

## Reparto

### Personajes principales
- Valerie Domínguez - Cristina Oviedo
- Juan Pablo Raba - Alejandro Botero

### Personajes secundarios
- Michelle Manterola - Gracia Oviedo
- Patricia Castañeda - Hannah De La Espriella
- Mijail Mulkay - Rodrigo Flores
- Gustavo Ángel - Miguel Renno
- Ángela Vergara - Pamela Dávila
- Juan Pablo Espinosa - Eduardo Santodomingo
- Rodrigo Candamil - Guillermo Jácome
- Ana María Trujillo - Ester Castro
- Patricia Bermúdez - Roberta
- Rita Bendek - Alma de Oviedo
- Gerardo de Francisco - Justo Oviedo
- Luigi Aycardi - Armando Villalba

## Episodios
| Temporada | Temporada | Episodios | Episodios | Lanzamiento original  | Lanzamiento original | Lanzamiento original          |
| Temporada | Temporada | Episodios | Episodios | Primera emisión       | Última emisión       | Cadena                        |
| --------- | --------- | --------- | --------- | --------------------- | -------------------- | ----------------------------- |
|           | 1         | 22        | 22        | 22 de febrero de 2010 | 26 de julio de 2010  | Sony Entertainment Televisión |
|           | 2         | 40        |           | 13 de octubre de 2011 | 9 de agosto de 2012  | Sony Entertainment Televisión |

### Emisión
En Colombia, la serie se estrenó el 20 de julio de 2010 en Caracol Televisión y concluyó el 6 de enero de 2012. durante su primera temporada en Colombia, la serie promedio una calificación de 11,8 mientras la segunda temporada promedio solo 5,8 calificaciones durante su transmisión. 

## Premios y nominaciones

### Premios Tvynovelas 2012
| Año  | Categoría                                     | Nominado                              | Resultado |
| ---- | --------------------------------------------- | ------------------------------------- | --------- |
| 2012 | Mejor serie                                   | Los caballeros las prefieren brutas 2 | Nominada  |
| 2012 | Mejor actriz protagónica de serie             | Valerie Domínguez                     | Nominada  |
| 2012 | Mejor actor protagónico de serie              | Juan Pablo Raba                       | Nominado  |
| 2012 | Mejor actriz antagónica de serie              | Ana María Trujillo                    | Nominada  |
| 2012 | Mejor actriz de reparto de serie              | Patricia Castañeda                    | Nominada  |
| 2012 | Mejor actor de reparto de serie               | Mijail Mulkay                         | Nominado  |
| 2012 | Producción nacional favorita para el exterior | Los caballeros las prefieren brutas 2 | Ganadora  |

### Premios Tvynovelas 2011
| 2011 | Mejor serie                                         | Los Caballeros Las Prefieren Brutas | Nominada |
| 2011 | Mejor producción nacional favorita para el exterior | Los Caballeros Las Prefieren Brutas | Nominada |
| 2011 | Mejor actriz protagónica de serie                   | Valerie Domínguez                   | Nominada |

### Premios India Catalina 2012
| Año  | Categoría                                         | Nominado                              | Resultado |
| ---- | ------------------------------------------------- | ------------------------------------- | --------- |
| 2012 | Mejor actor protagónico de serie                  | Juan Pablo Raba                       | Nominado  |
| 2012 | Mejor actriz antagónica de telenovela o serie     | Ana María Trujillo                    | Nominada  |
| 2012 | Mejor actor de reparto de serie                   | Mijail Mulkay                         | Nominado  |
| 2012 | Mejor serie                                       | Los caballeros las prefieren brutas 2 | Nominado  |
| 2012 | Mejor banda sonora de serie                       | Los caballeros las prefieren brutas 2 | Nominada  |
| 2012 | Mejor edición de serie                            | Los caballeros las prefieren brutas 2 | Nominada  |
| 2012 | Mejor arte de serie                               | Los caballeros las prefieren brutas 2 | Nominada  |
| 2012 | Mejor fotografía de serie                         | Los caballeros las prefieren brutas 2 | Nominada  |
| 2012 | Mejor adaptación de libreto de telenovela o serie | Miguel Rosso                          | Nominado  |

### Premios India Catalina 2011
| 2011 | Mejor actor protagónico de serie | Juan Pablo Raba                                                                        | Nominado |
| 2011 | Mejor libreto original de serie  | Isabella Santodomingo, Jorg Hiller, Claudia Sánchez, Rosa Clemente y Pedro Miguel Rozo | Nominado |